# 21356 Karlplank
21356 Karlplank este un asteroid din centura principală de asteroizi.

## Descriere
21356 Karlplank este un asteroid din centura principală de asteroizi. A fost descoperit pe 31 martie 1997 la Socorro, New Mexico, în cadrul proiectului LINEAR. Asteroidul prezintă o orbită caracterizată de o semiaxă mare de 2,68 ua, o excentricitate de 0,03 și o înclinație de 4,5° în raport cu ecliptica.